# Jürgen Barth (ciclista)
Jürgen Barth (Berlín, 12 de mayo de 1943–Raubling, 17 de enero de 2011) fue un deportista alemán que compitió para la RFA en ciclismo en la modalidad de pista, especialista en la prueba de tándem.
Ganó tres medallas en el Campeonato Mundial de Ciclismo en Pista entre los años 1969 y 1971.
Participó en dos Juegos Olímpicos de Verano, ocupando el quinto lugar en México 1968, en la prueba de velocidad individual, y el quinto lugar en Múnich 1972, en la de tándem.

## Medallero internacional
| Campeonato Mundial | Campeonato Mundial      | Campeonato Mundial | Campeonato Mundial |
| Año                | Lugar                   | Medalla            | Competición        |
| ------------------ | ----------------------- | ------------------ | ------------------ |
| 1969               | Brno (Checoslovaquia)   | Medalla de plata   | Tándem (A)         |
| 1970               | Leicester (Reino Unido) | Medalla de oro     | Tándem (A)         |
| 1971               | Varese (Italia)         | Medalla de plata   | Tándem (A)         |